# مارسل بیک
مارسل بیک (انگلیسی: Marcel Bich؛ ۲۹ ژوئیه ۱۹۱۴ – ۳۰ مهٔ ۱۹۹۴) کارآفرین و اهالی کسب‌وکار اهل ایتالیا بود، که در سال ۱۹۴۵ شرکت بیک را تأسیس کرد.